# Lee Moon-sik
Lee Moon-sik (en hangul, 이문식; hanja: 李文植; RR: I Mun-sik) es un actor surcoreano.

## Biografía
Estudió en la Universidad de Hanyang (Hanyang University).
Está casado con Choi Hye-won, la pareja tiene dos hijos.

## Carrera
Es miembro de la agencia NEXT STUDIOS (넥스트 스튜디오스).
En mayo de 2008 se unió al elenco recurrente de la serie Iljimae donde dio vida a Soe-dol, el padre adoptivo de Yong-i (Lee Joon-gi) y Cha-dol (Park Si-hoo).
En mayo de 2009 se unió al elenco recurrente de la serie Queen Seondeok donde interpretó a Jookbang, un estafador que estafa a la joven Deokman (Nam Ji-hyun) y quien luego se une al Hwarang de Yu Shin (Uhm Tae-woong).
En enero de 2016 se unió al elenco de la serie Moorim School: Saga of the Brave (también conocida como "Moorim School") donde dio vida a Shim Bong-san, el padre de Shim Soon-duk (Seo Ye-ji), un hombre que perdió l avista en un accidente hace muchos años y quien no quiere que su hija se acerque al Instituto Moorim.
En febrero del mismo año se unió al elenco recurrente de la serie Come Back Mister donde interpretó a Jo Jong-sa, un piloto que luego de sufrir un desafortunadamente accidente aéreo termina sobreviviendo en una isla aislada.
En junio del mismo año se unió al elenco recurrente de la serie Wanted donde dio vida a Choi Joon-goo, el director de la oficina de drama de la UCN y productor ejecutivo de "Wanted".
En noviembre de 2017 se unió al elenco recurrente de la serie Judge vs. Judge donde interpretó a Oh Ji-rak, un fiscal que sueña con convertirse en juez.
En enero de 2018 se unió al elenco recurrente de la serie Yeonnamdong 539 donde dio vida a Jo Dan, el dueño de la casa compartida y un pescador jubilado.
En mayo del mismo año se unió al elenco recurrente de la serie The Undateables donde interpretó a Yoo Seung-ryul, el padre de Yoo Jung-eum (Hwang Jung-eum), un hombre positivo y optimista que le sirve de motivación a su hija.
En septiembre de 2019 se unió al elenco recurrente de la serie The Tale of Nokdu donde dio vida a Hwang Jang-gun, un general y maestro de artes marciales.
En 2022 se unirá al elenco recurrente de la serie Rookies (también conocida como "Our Police Course") donde interpretará a Go Yang-cheol, el padre de Go Yang-cheol (Chae Soo-bin).

## Filmografía

### Series de televisión
| Año     | Título                            | Personaje                      | Notas                                 | Ref.          |
| ------- | --------------------------------- | ------------------------------ | ------------------------------------- | ------------- |
| 2000    | Tough Guy's Love (Kkokji)         | Traficante                     |                                       |               |
| 2003    | Forever Love                      | Nam Chul-ho                    |                                       |               |
| 2003    | Damo (The Legendary Police Woman) | Ma Chook-ji                    |                                       |               |
| 2006    | The 101st Proposal                | Park Dal-jae                   | 15 episodios                          |               |
| 2007    | War of Money (Money's Warfare)    | Jefe de la Compañía de Valores |                                       |               |
| 2008    | Hong Gil-dong                     | Jefe de los ladrones           | Aparición invitada, ep. 2             |               |
| 2008    | Iljimae                           | Soe-dol                        |                                       |               |
| 2008-09 | Here He Comes                     | Lee Mun-shik                   | 97 episodios                          |               |
| 2009    | The Slingshot (A Man's Story)     | Park Moon-ho                   |                                       |               |
| 2009    | Queen Seondeok                    | Jookbang                       |                                       |               |
| 2010    | Giant                             | Park So-tae                    | 60 episodios                          |               |
| 2011    | The Duo                           | Jang Kkot-ji                   |                                       |               |
| 2011    | Glory Jane                        | Heo Young-do                   |                                       |               |
| 2012    | Rooftop Prince                    | Pyo Taek-soo                   |                                       |               |
| 2012    | Ji Woon-soo's Stroke of Luck      | CEO Baek                       |                                       |               |
| 2012    | The Great Seer                    | Hong Jong-dae                  |                                       |               |
| 2012    | Business District                 | Sang-kwon                      | Drama Special Season 3 , un episodio  |               |
| 2012    | Blue Tower                        | Lee Moon-sik                   | Aparición especial                    |               |
| 2013    | Incarnation of Money              | Park So-tae                    | Aparición especial, ep. 9             |               |
| 2013    | Empress Ki                        | Bang Shin-woo                  |                                       |               |
| 2014    | Steal Heart (Yoo-na's Street)     | Han Man-bok                    |                                       | [ 4 ]         |
| 2014    | Discovery of Love                 | Taxista                        | Aparición especial                    |               |
| 2014    | Mr. Back                          | Sung Kyung-bae                 |                                       |               |
| 2014    | Healer                            | Go Sung-chul                   | Aparición especial, 2 ep.             |               |
| 2015    | Stay Still                        | Park Chan-soo                  | Drama Special Season 6, dos episodios | [ 5 ]         |
| 2015    | The Man in the Mask               | Jang Ho-shik                   |                                       |               |
| 2015    | Mom (My Mom)                      | Heo Sang-soon                  |                                       | [ 6 ]         |
| 2016    | Moorim School: Saga of the Brave  | Shim Bong-san                  |                                       |               |
| 2016    | Come Back Mister                  | Jo Jong-sa                     |                                       |               |
| 2016    | The Royal Gambler (Jackpot)       | Baek Man-geum                  |                                       |               |
| 2016    | Wanted                            | Choi Joon-goo                  |                                       | [ 7 ]         |
| 2016    | Love in the Moonlight             | Um Gong                        | Aparición especial, ep. 1             |               |
| 2017-18 | Judge vs. Judge                   | Oh Ji-rak                      |                                       | [ 8 ]         |
| 2018    | Yeonnamdong 539                   | Jo Dan (Jordan)                |                                       | [ 9 ] [ 10 ]  |
| 2018    | The Undateables                   | Yoo Seung-ryul                 |                                       | [ 11 ] [ 12 ] |
| 2018    | Big Forest                        | Man-soo                        | Aparición especial                    |               |
| 2019    | The Fiery Priest                  | Ki Yong-moon                   |                                       | [ 13 ]        |
| 2019    | The Secret Life of My Secretary   | Goo Seok-chan                  | Aparición especial, ep. 2             |               |
| 2021    | The Tale of Nokdu                 | Hwang Jang-gun                 |                                       | [ 14 ]        |
| 2021    | Move to Heaven                    | Park Joo-taek                  |                                       |               |
| 2022    | Rookie Cops                       | Go Yang-cheol                  |                                       |               |
| 2022    | The Empire                        | Jang Il                        |                                       | [ 15 ]        |
| 2022-23 | La gran apuesta                   | Park Jong-hyeon                |                                       |               |
| 2025    | The Nice Guy                      | Kim Chang-soo                  |                                       | [ 16 ]        |

### Películas
| Año  | Título                                | Personaje                             | Notas              | Ref.   |
| ---- | ------------------------------------- | ------------------------------------- | ------------------ | ------ |
| 1995 | Millions in My Account                | Amigo de Dal-soo                      |                    |        |
| 1996 | Love Story                            | Hombre en la tienda de videos         |                    |        |
| 1996 | Ambiguous Man                         | Taxista                               |                    |        |
| 1997 | Green Fish                            | Criminal en el tren                   |                    |        |
| 1997 | Beat                                  | Personal                              |                    |        |
| 1997 | Bad Movie                             | Dueño de la tienda                    |                    |        |
| 1999 | The Spy                               | Ladrón de taxis                       |                    |        |
| 2000 | Happy Funeral Director                | Ma Seong-goo                          |                    |        |
| 2001 | Last Present                          | Yeong-man                             |                    |        |
| 2001 | One Fine Spring Day                   | Miembro del estudio                   |                    |        |
| 2001 | Hi! Dharma!                           | Monje Dae-bong                        |                    |        |
| 2002 | Public Enemy                          | Lee Ahn-soo                           |                    |        |
| 2002 | No Blood No Tears                     | Hombre borracho                       |                    |        |
| 2002 | Make It Big                           | Ladrón                                |                    |        |
| 2002 | No Comment Family                     | Mtro. de arte / Asistente de estación |                    |        |
| 2002 | Break Out                             | "Steamer"                             |                    |        |
| 2002 | Lovers' Concerto                      | Hombre durmiendo en el autobús        |                    |        |
| 2003 | The First Amendment of Korea          | Baek Sung-ki                          |                    |        |
| 2003 | Mr. Butterfly                         | Wang Do-cheol                         |                    |        |
| 2003 | Reversal of Fortune                   | Ma Kang-sung                          |                    |        |
| 2003 | Oh! Brothers                          | Líder Jeong                           |                    |        |
| 2003 | Once Upon a Time in a Battlefield     | Geo Shi-gi                            |                    |        |
| 2004 | Who's Got the Tape?                   | Detective Park (Desperate)            |                    |        |
| 2004 | The Big Swindle                       | Eol-mae                               |                    |        |
| 2004 | Hi! Dharma 2: Showdown in Seoul       | Monje Dae-bong                        |                    | [ 17 ] |
| 2005 | Another Public Enemy                  | Lee Ahn-soo                           |                    |        |
| 2005 | Mapado                                | Na Chung-soo                          |                    |        |
| 2006 | Art of Fighting                       | Instructor de Artes Marciales         | Aparición especial |        |
| 2006 | Detective Mr. Gong (Detective ODD)    | Det. Gong Pil-doo                     |                    |        |
| 2006 | A Bloody Aria                         | Bong-yeon                             |                    |        |
| 2006 | Fly, Daddy, Fly                       | Jang Ga-pil                           |                    |        |
| 2007 | Mapado 2: Back to the Island          | Na Chung-soo                          |                    |        |
| 2007 | Bank Attack                           | Bae Ki-ro                             |                    |        |
| 2008 | Public Enemy Returns                  | Lee Ahn-soo                           |                    |        |
| 2008 | Baby & I                              | Oficial Público del Metro             | Aparición especial |        |
| 2008 | Romantic Island                       | Joong-sik                             |                    |        |
| 2010 | Looking For My Wife                   | Yoo-kwak                              |                    | [ 18 ] |
| 2011 | Battlefield Heroes                    | Geoshigi                              |                    |        |
| 2011 | Late Blossom                          | "Scratch"                             |                    |        |
| 2011 | Bicycle Looking For A Whale (Miracle) | Jo Duk-soo                            |                    |        |
| 2012 | Miss Conspirator                      | Sa Yeong-cheol                        |                    |        |
| 2012 | Two Weddings and a Funeral            | Sacerdote                             | Aparición especial |        |
| 2012 | The Grand Heist                       | Mr. Yang                              | Aparición especial | [ 19 ] |
| 2014 | One Day, The First Love Invaded Me    | Carterista                            | Aparición especial |        |
| 2014 | Big Deal                              | -                                     |                    |        |
| 2015 | Goodbye and Hello                     | Hombre con guitarra                   | Aparición especial |        |
| 2016 | Proof of Innocence                    | Sa Hyung-soo                          | Aparición especial |        |
| 2017 | Karaoke Crazies                       | Sung-wook                             |                    |        |
| 2018 | Gate                                  | Cheol-soo                             |                    |        |
| 2018 | Memento Mori                          | Jefe de Detectives                    | Aparición especial |        |
| 2018 | The Negotiation                       | Capitán Jung                          | Aparición especial |        |
| 2019 | Seongamdo                             | Choo Mi-nam                           |                    |        |
| 2021 | Night in Paradise                     | Jefe Park                             |                    |        |
| 2022 | Birth                                 | Capitán Jung                          |                    |        |
| 2022 | Salman                                | -                                     |                    |        |

### Programas de variedades
| Año        | Título                              | Notas                     |
| ---------- | ----------------------------------- | ------------------------- |
| 2005       | X-Man                               | (ep. #67-70) - invitado   |
| 2010, 2011 | Running Man                         | (ep. #19, 26) - invitado  |
| 2015       | Brave Family                        | 10 episodios - miembro    |
| 2016       | Law of the Jungle in East Timor     | (ep. #241-246) - miembro  |
| 2017       | Please Take Care of My Refrigerator | (ep. #132-133) - invitado |
| 2017       | Life Bar                            | (ep. #23) - invitado      |
| 2017       | Law of the Jungle in Fiji           | (ep. #288-292) - miembro  |
| 2021       | Dinga Dinga                         | miembro                   |

### Anuncios
| Año  | Título                   | Notas |
| ---- | ------------------------ | ----- |
| 1998 | SK텔레콤 스피드011       |       |
| 2000 | 아모레퍼시픽 댄트롤 닥터 |       |
| 2002 | 맥도날드 새우버거        |       |
| 2002 | 까르푸                   |       |
| 2002 | 유니아이                 |       |
| 2003 | KT 1541 콜렉트콜         |       |
| 2003 | 롯데제과 옥동자          |       |
| 2003 | 롯데제과 찰떡와플        |       |
| 2008 | LG유플러스 오즈          |       |

## Premios y nominaciones
| Año  | Premio                              | Categoría                                            | Trabajo                                      | Resultado | Ref.   |
| ---- | ----------------------------------- | ---------------------------------------------------- | -------------------------------------------- | --------- | ------ |
| 2002 | 39th Grand Bell Award               | Mejor actor de reparto                               | Public Enemy                                 | Nominado  |        |
| 2003 | 40th Grand Bell Award               | Mejor actor de reparto                               | Mr. Butterfly                                | Nominado  |        |
| 2003 | 24th Blue Dragon Film Award         | Mejor actor de reparto                               | Once Upon a Time in a Battlefield            | Nominado  |        |
| 2004 | 27회 황금촬영상                     | Premio especial                                      | Who's Got the Tape?                          | Ganador   |        |
| 2004 | 41st Grand Bell Award               | Mejor actor de reparto                               | The Big Swindle                              | Nominado  |        |
| 2004 | Korean Film Award                   | Mejor actor de reparto                               | The Big Swindle                              | Ganador   |        |
| 2005 | 42nd Grand Bell Award               | Mejor actor de reparto                               | Hi! Dharma 2: Showdown in Seoul              | Nominado  |        |
| 2008 | MBC Entertainment Award             | Premio a la gran excelencia, actor en comedia/sitcom | Here He Comes                                | Ganador   |        |
| 2008 | SBS Drama Award                     | Mejor actor de reparto en Drama Especial             | Iljimae                                      | Ganador   |        |
| 2009 | KBS Drama Award                     | Mejor actor de reparto                               | The Slingshot                                | Nominado  |        |
| 2011 | Golden Cinematography Award         | Premio a la popularidad                              | Battlefield Heroes                           | Ganador   |        |
| 2013 | 8th Seoul International Drama Award | Mejor actor                                          | Drama Special Season 3 - "Business District" | Ganador   |        |
| 2015 | MBC Drama Award                     | Mejor actor de reparto en Serie                      | Mom                                          | Ganador   | [ 21 ] |